# Chiesa di San Basilio (Pskov)
La Chiesa di San Basilio (in russo церковь Василия на Горке?) è una chiesa ortodossa situata a Pskov, in Russia. Risalente tra il XV e il XVI secolo, si trova sulla collina di Saint-Basile. A luglio 2019 è stata dichiarata, insieme ad altre chiese di Pskov, patrimonio dell'UNESCO.